# 桂和荣
桂和荣（1963年—）安徽省舒城县人，理学博士，教授，博士生导师，安徽省学术与技术带头人，2005年任宿州学院院长现任宿州学院党委书记 
，宿州学院校歌作词人。